# Parafia Matki Bożej Dobrej Rady w Zgierzu
Parafia Matki Bożej Dobrej Rady w Zgierzu – parafia rzymskokatolicka w Zgierzu leżąca na terenie archidiecezji łódzkiej w dekanacie zgierskim. Proboszczem parafii jest ks. kan. Krzysztof Nowak. 

## Historia
- 17 kwietnia 1948: erygowanie parafii przez biskupa Michała Klepacza.
- 1957: rozpoczęcie budowy obecnego murowanego kościoła z trzema nawami.
- 1961: zakończenie budowy.
- 20 kwietnia 1980: konsekracja kościoła przez biskupa Józefa Rozwadowskiego.

## Proboszczowie
- 1948–1952: ks. Szczepan Rembowski
- 1952–1957: ks. Edwin Grochowski
- 1957–1962: ks. Szczepan Rembowski
- 1962–1974: ks. Stanisław Bott
- 1974–1984: ks. Tadeusz Sujkowski
- 1984–1997: ks. Władysław Wójciak
- 1997–2007: ks. kan. Henryk Góra
- 2007–2023: ks. dr Andrzej Blewiński
- od 2023: ks. Krzysztof Nowak